# Каптива (Флорида)
Каптива (енгл. Captiva) насељено је место без административног статуса у америчкој савезној држави Флорида.

## Демографија
По попису из 2010. године број становника је 583, што је 204 (53,8%) становника више него 2000. године.
| Група             | 2000.       | 2010.       |
| Белци             | 371 (97,9%) | 435 (74,6%) |
| Афроамериканци    | 0 (0,0%)    | 117 (20,1%) |
| Азијати           | 3 (0,8%)    | 6 (1,0%)    |
| Хиспаноамериканци | 3 (0,8%)    | 21 (3,6%)   |
| Укупно            | 379         | 583         |